# شهرستان وینونا (مینه‌سوتا)
شهرستان وینونا، مینه‌سوتا (به انگلیسی: Winona County, Minnesota) شهرستانی در ایالات متحده آمریکا است که در مینه‌سوتا واقع شده‌است.